# جاي كوكس
جاي كوكس (بالإنجليزية: Jay Cocks)‏ (و. 1944  م) هو كاتب سيناريو، وناقد سينمائي، وصحفي أمريكي، ولد في نيويورك.

## التعليم
تعلم في كلية كنيون ‏.

## وصلات خارجية
- جاي كوكس على موقع IMDb (الإنجليزية)
- جاي كوكس على موقع ميتاكريتيك (الإنجليزية)
- جاي كوكس على موقع روتن توميتوز (الإنجليزية)
- جاي كوكس على موقع ألو سيني (الفرنسية)
- جاي كوكس على موقع أول موفي (الإنجليزية)
- جاي كوكس على موقع قاعدة بيانات الأفلام السويدية (السويدية)
- جاي كوكس على موقع إن إن دي بي (الإنجليزية)
- جاي كوكس على موقع قاعدة بيانات الفيلم (الإنجليزية)
- جاي كوكس على موقع كينوبويسك (الروسية)